# J SPORTSステークス
J SPORTSステークス（ジェイスポーツステークス）は、J SPORTSで放送されていた、競馬に関するテレビ番組。

## 概要
2006年4月から放送を開始した、日本国外で行われる競馬を放送する番組である。アメリカ・ESPNで放送した競馬番組に、音声多重放送で日本語の実況と解説をつけて放送している。主音声は日本語で土居壮が司会・実況、合田直弘が解説を行い、副音声では英語のオリジナル音声を放送している。放送日時は不定期。放送時間は基本的に1時間だが、内容に合わせて拡大することがある。初回はJ Sports 3で放送され、その後J sports 1、J sports 2、J sports 4でも放送していた。
アメリカのレースを中心に、ヨーロッパ、香港、ドバイなどで行われる重賞と、そのプレップレースを放送している。特に、ドバイワールドカップミーティングやブリーダーズカップといった大きなイベントを放送する際は、放送時間を拡大している。

## 出演者
- 土居壮 - 司会・実況
- 合田直弘 - 解説